# Titularbistum Flavias
Flavias (ital.: Flaviade) ist ein Titularbistum der römisch-katholischen Kirche.
Es geht zurück auf ein ehemaliges Bistum der gleichnamigen antiken Stadt (auch Flavioupolis) in der kleinasiatischen Landschaft Kilikien beim heutigen Kozan in der Türkei. Der Bischofssitz war der Kirchenprovinz Anazarbus zugeordnet.
| Titularbischöfe von Flavias |                                                              |                                                                                            |                    |                    |
| Nr.                         | Name                                                         | Amt                                                                                        | von                | bis                |
| 1                           | Johann Friedrich Adolf Freiherr von Hörde zu Schönholthausen | Apostolischer Vikar des Nordens und Weihbischof in Osnabrück (Deutschland)                 | 15. März 1723      | 3. August 1761     |
| 2                           | Gabriel Maria Gravina OSB                                    |                                                                                            | 26. September 1791 | 23. September 1816 |
| 3                           | Jan Jerzy Wilkxycki                                          | Weihbischof in Kulm (Russisch-Polen)                                                       | 28. Juli 1818      | 15. Mai 1831       |
| 4                           | Edmund Knight                                                | emeritierter Bischof von Shrewsbury (Vereinigtes Königreich von Großbritannien und Irland) | 28. Mai 1895       | 9. Juni 1905       |
| 5                           | Johannes Trepnau                                             | Weihbischof in Chełmno (Russisch-Polen)                                                    | 3. Oktober 1905    | 16. Juni 1906      |
| 6                           | Juan Ignacio González Eyzaguirre                             | Weihbischof in Santiago de Chile (Chile)                                                   | 18. April 1907     | 8. August 1908     |
| 7                           | Giuseppe Foschiani                                           | Koadjutorbischof von Belluno e Feltre (Königreich Italien)                                 | 24. Oktober 1908   | 2. Juli 1910       |
| 8                           | Joseph Chartrand                                             | Koadjutorbischof von Indianapolis (USA)                                                    | 27. Juli 1910      | 25. September 1918 |
| 9                           | John Gregory Murray                                          | Weihbischof in Hartford (USA)                                                              | 15. November 1919  | 29. Mai 1925       |
| 10                          | Francisco Miguel Irazola y Galarza OFM                       | Apostolischer Vikar von Ucayali (Peru)                                                     | 14. Juli 1925      | 12. Juli 1945      |
| 11                          | Ramón José Castellano                                        | Weihbischof in Córdoba (Argentinien)                                                       | 24. November 1945  | 26. März 1958      |
| 12                          | Marijan Oblak                                                | Weihbischof in Zadar (Jugoslawien)                                                         | 30. April 1958     | 20. August 1969    |